# Простий вузол (теорія вузлів)
В теорії вузлів простий вузол або просте зачеплення — вузол, який, у певному сенсі, нерозкладний. Точніше, це нетривіальний вузол, який не можна подати у вигляді конкатенації двох нетривіальних вузлів. Про вузли, які не є простими, кажуть як про складені вузли або складені зачеплення. Визначити, чи є даний вузол простим чи ні, може виявитися складною задачею.

## Приклади
Хорошим прикладом сімейства простих вузлів служать торичні вузли. Ці вузли утворюються шляхом накручування кола на тор p разів в одному напрямку і q разів в іншому, де p і q є взаємно простими цілими числами.
Найпростіший простий вузол — це трилисник з трьома перетинами. Трилисник є, фактично, (2, 3)-торичним вузлом. Вузол «вісімка» з чотирма перетинами є найпростішим неторичним вузлом. Для будь-якого додатного цілого числа n є скінченне число простих вузлів з n перетинами. Перші кілька значень числа простих вузлів (послідовність A002863 з Онлайн енциклопедії послідовностей цілих чисел, OEIS) подані в таблиці.
| n                                   | 1 | 2 | 3 | 4 | 5 | 6 | 7 | 8  | 9  | 10  | 11  | 12   | 13   | 14     | 15      | 16        |
| Число простих вузлів з n перетинами | 0 | 0 | 1 | 1 | 2 | 3 | 7 | 21 | 49 | 165 | 552 | 2176 | 9988 | 46 972 | 253 293 | 1 388 705 |
| Складені вузли                      | 0 | 0 | 0 | 0 | 0 | 2 | 1 | 4  | …  |     | …   |      | …    |        | …       |           |
| Всього                              | 0 | 0 | 1 | 1 | 2 | 5 | 8 | 25 | …  |     | …   |      | …    |        | …       |           |

Зауважимо, що антиподи враховувалися в цій таблиці і на малюнку нижче тільки один раз (тобто вузол і його дзеркальне відображення вважаються еквівалентними).

Зображення всіх простих вузлів з сімома і менше перетинами без урахування дзеркальних відображень. (Тривіальний вузол простим не вважається)

## Теорема Шуберта
Теорема, що належить Хорсту Шуберту, стверджує, що будь-який вузол можна єдиним чином подати у вигляді конкатенації простих вузлів.